# Über den Tellerrand

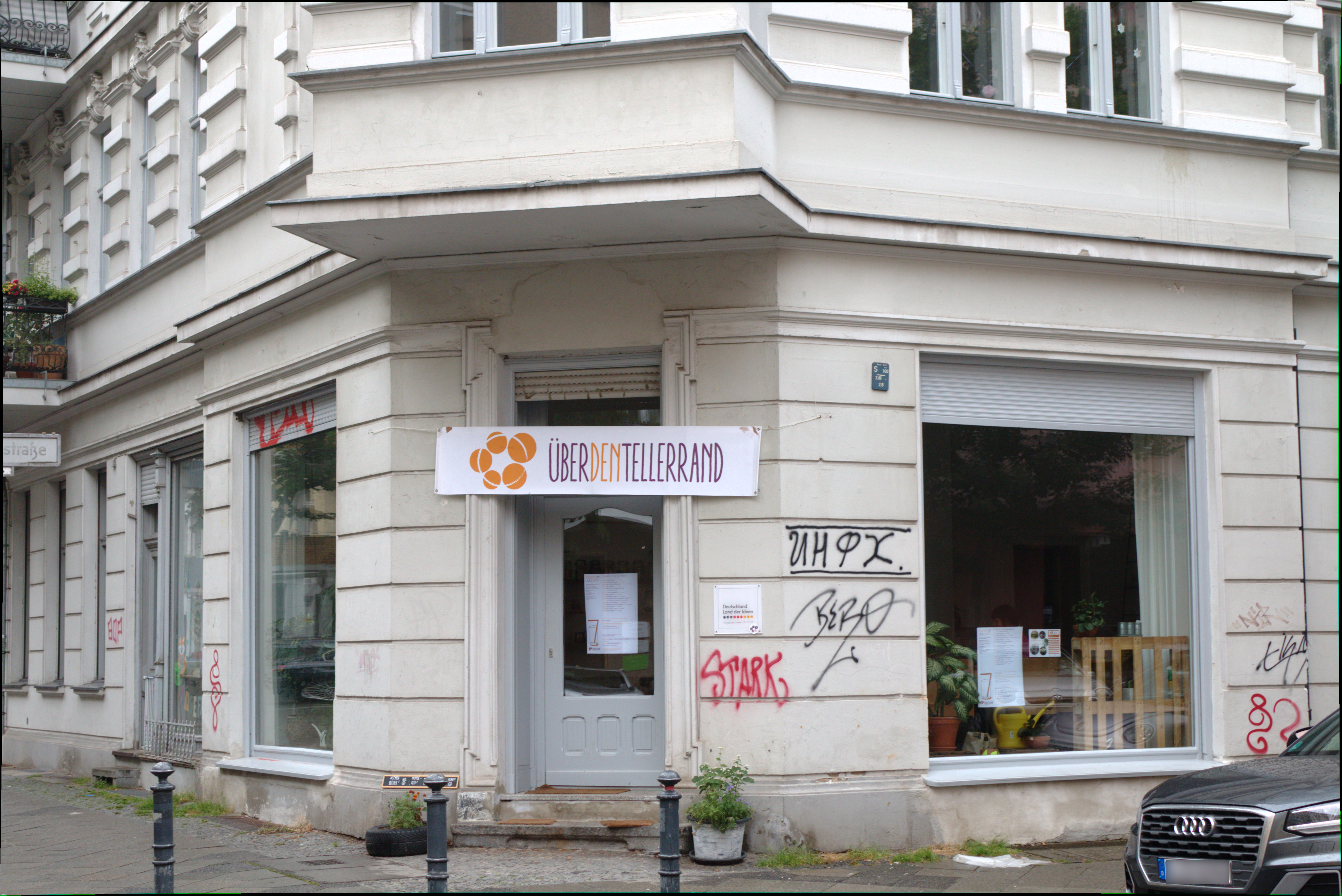
Кухня-хаб Über den Tellerrand в Берліні

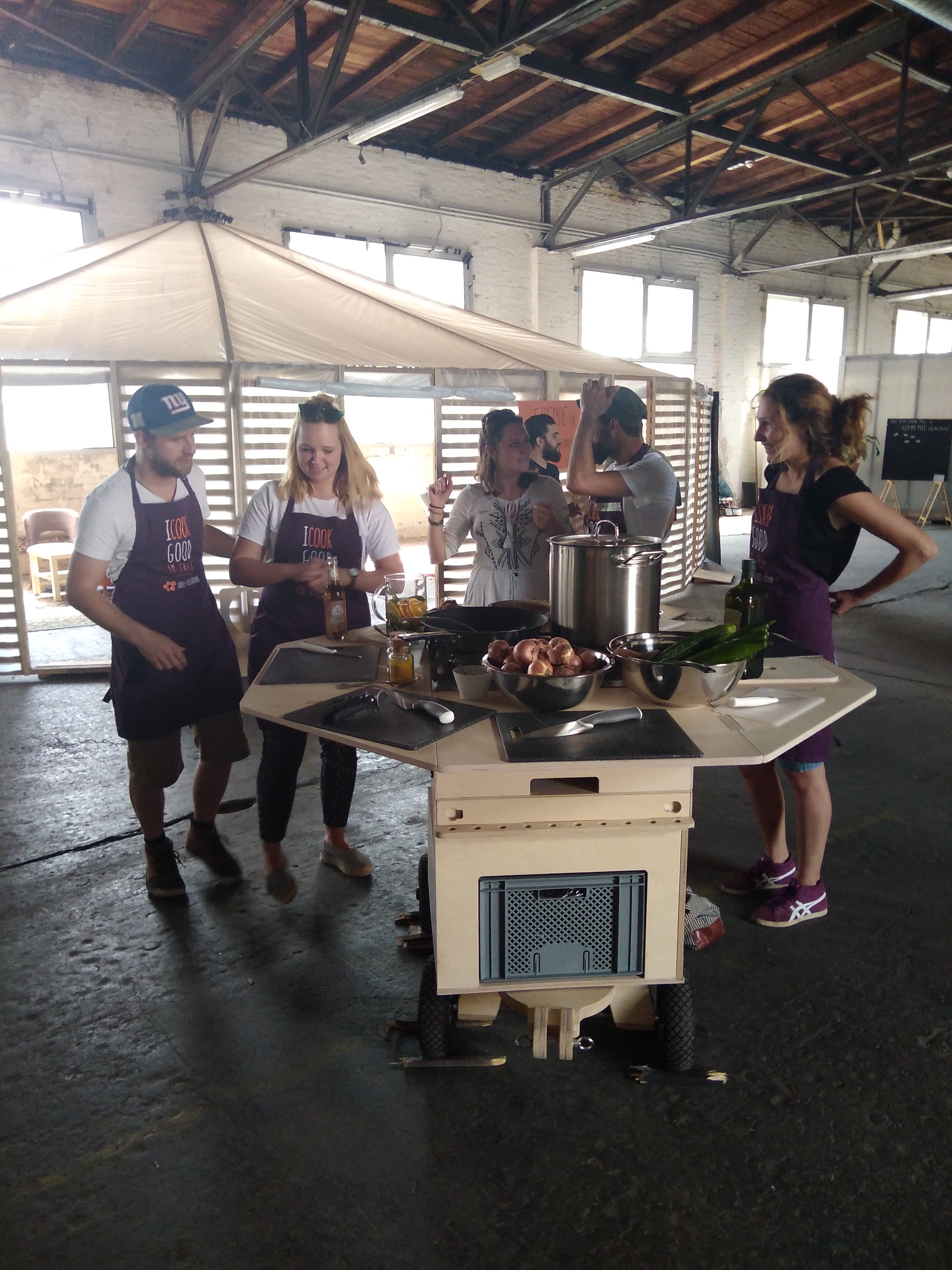
Мобільна кухня Über den Tellerrand

Зареєстроване об'єднання Über den Tellerrand — некомерційна організація, заснована у квітні 2014 року, яка виступає за інтеграцію іммігрантів. Головний офіс організації знаходиться в Берліні. Тут відбуваються зустрічі біженців з інших країн і громадян Німеччини. Однак, організація активно працює у 25 містах.

## Історія

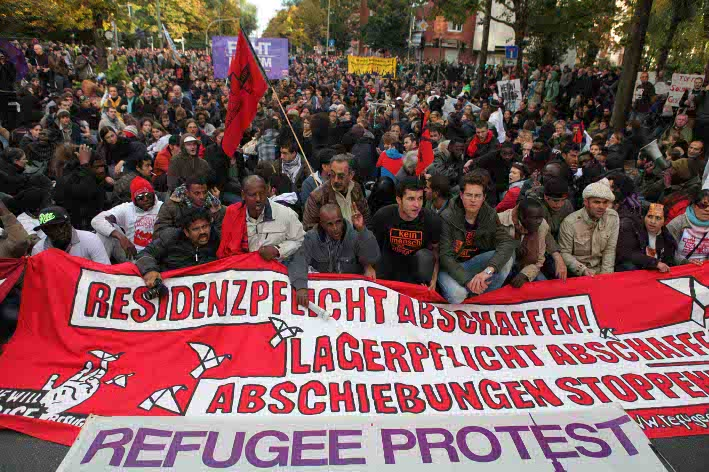
Протест біженців в 2013 році в Берліні

Ідея почала розвиватися в той час, коли мали місце великі протести з боку біженців на Оранієнплац в Берліні у 2013 році. Ініціатори читали багато про протести в засобах масової інформації, але ким були ті люди, які протестували на площі, у ЗМІ не висвітлювалось. Ідея полягала в тому, щоб спочатку стати познайомитись із біженцями. Активісти вирішили вийти до біженців і почати з ними куховарити. Як результат спільного приготування їжі, вийшла друком кухонна книга. Ця кухонна книга містить не тільки оригінальні рецепти біженців, а й їхні особисті історії.
Сама кухонна книга була створена в рамках конкурсу Funpreneur Вільного університету Берліна. Умовою є те, що протягом восьми тижнів продукт повинен бути розроблений і представлений на ринку. Перша книга містила 21 рецептів, які були зібрані у жителів таборів біженців і на Оранієнплац. В грудні 2013 року команда одержала премію Funpreneur для розвитку книги. Спочатку було надруковано тільки 400 книг рецептів. Проте, незабаром надійшло так багато замовлень, що чотири укладачі вирішили перевести проєкт у професійну площину.

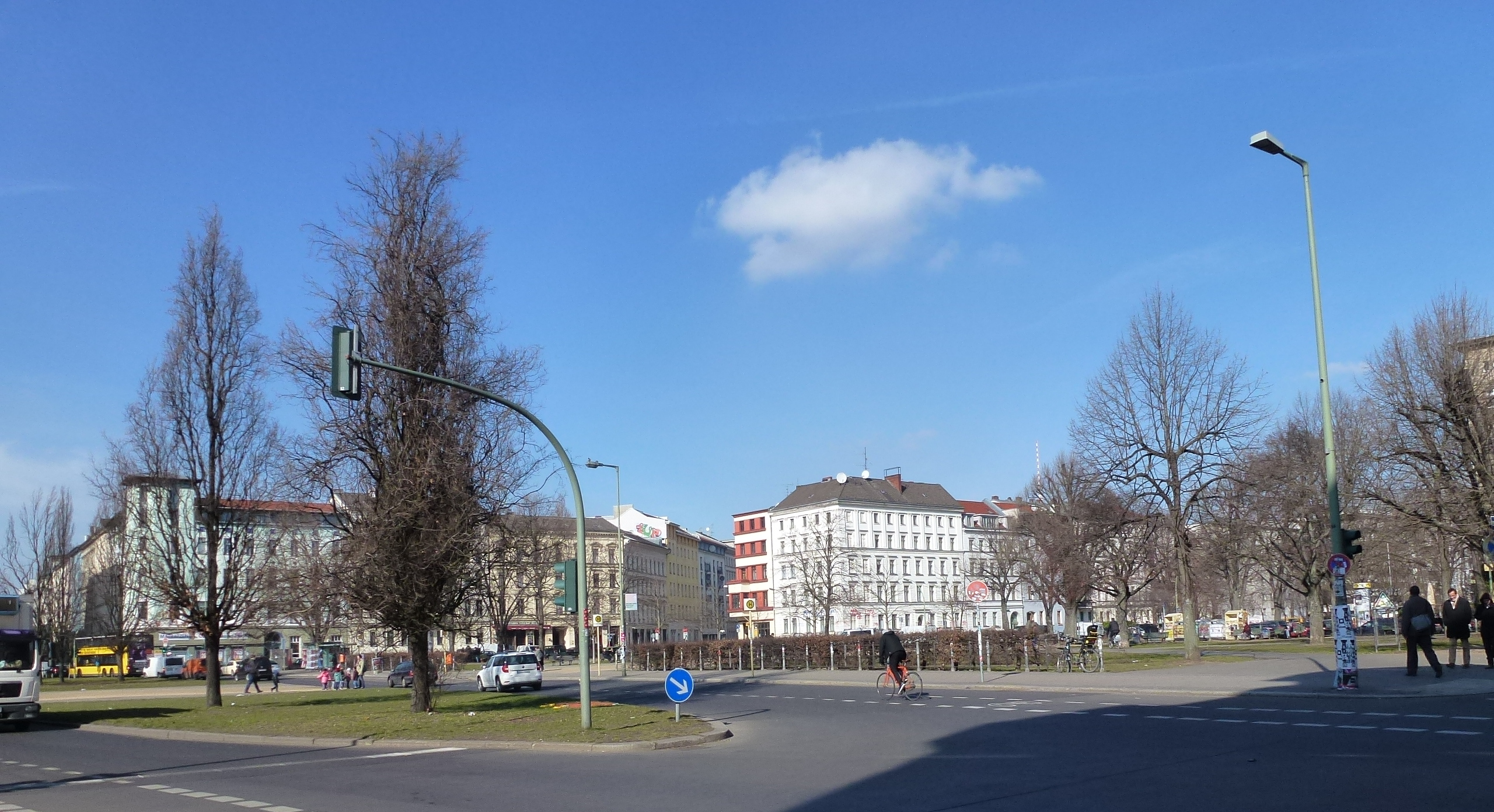
Площа Оранієнплац, район Кройцберг, Берлін

За спільним приготуванням їжі виникла ідея почати проводити кулінарні курси. Ця ідея була розроблена під егідою Лабораторії соціального впливу весною 2014 року. Ініціаторам було важливо зробити співпрацю місцевих мешканців і біженців на одному рівні один з одним. На курсах біженці набувають впевненості у своїх силах, виступаючи експертами з приготування їжі кухні своєї країни, а місцеві мешканці виявляють «смирення прохача».
Пізніше вийшла друком друга книга рецептів. Вона містила 36 рецептів від 27 біженців. Кухарі походять з таких країн, як Афганістан, Сирія, Гвінея, Нігер, Македонія і Чечня.
Первинна ідея організації полягає в тому, що під час приготування їжі місцеві жителі знайомляться з біженцями, дізнаються про їхню культуру. Таким чином місцеві жителі, які в іншому випадку ніяким чином не пов'язані з біженцями, за куховарством отримують більше розуміння ситуації біженців.

## Діяльність організації
Організація провадить низку програм з підтримки інтеграції. До них належать Програма Чемпіон, сателітні програми, Кухня на ходу, Програма Співробітник та Будуючи мости.

### Програма Чемпіон
У Програмі Чемпіон біженці повинні будувати соціальні зв'язки. Організація підтримує це через навчання добровольців і забезпечення інфраструктури і ресурсів. До основних заходів належать спільні готування, спорт, спів або праця в саду, а також мовні курси в тандемі.

### Сателітні програми
Сателітні програми охоплюють супроводження супутників в містах за межами Берліна. Сателіти Über den Tellerrand існують в Голландії, Швейцарії, Австрії, Німеччини та в цілому в 25 країнах. Організація надає сателітним програмам структуровані керівні принципи, консультування з робочих проектів, а також поради. Щорічно також проводиться конгрес серед сателітів, протягом якого представники спільноти збираються для обговорення подальшого розвитку проєкту.

### Кухня на ходу
Кухня на ходу — мобільна кухня, що 2016 року відвідала Італію, Францію, міста Німеччини, Нідерландів і Швеції. На мобільній кухні біженці готували з місцевими жителями країн відвідування кухні. Метою Über den Tellerrand було поширення ідеї на міжнародному рівні і розширення мережі сателітів. Цей проєкт фінансувався в рамках програми «Захисник Європи». В майбутньому слід розширювати парк подібних мобільних кухонь, які будуть використовуватися в різних регіонах.

### Програма Співробітник
У Програмі Співробітник досвідчені працівники підтримують біженців у справах орієнтування на ринку праці, оформлення документів і заяв, а також підготовки до співбесіди. Крім цього організація підтримує програму тематичних лекцій і семінарів.

### Будуючи мости
У програмі Будуючи мости запроваджується підтримка новоприбулим біженцям з боку біженців з тієї ж країни, які вже тривалий час проживають у даній місцевості. Поєднання місцевих жителів і ще не інтегрованих біженців дозволяє легше подолати мовні бар'єри. Крім того, інтегрований біженець має більш глибоке розуміння труднощів, з якими стикаються новоприбулі втікачі.

## Призи та нагороди
- Місце в країні ідей (Ort im Land der Ideen) 2016[10]
- Актив за демократію та толерантність (Aktiv für Demokratie und Toleranz) 2015[11]
- Гастрономічний інноватор (Gastronomischer Innovator) 2015[12]
- Захисник Європи 2015[13]
- Виставка EXPO Mailand 2015 в німецькому павільйоні Ausstellung bei der im Deutschen Pavillon[14]

## Публікації
- Rezepte für ein besseres Wir Pearl, 2014, ISBN 978-3-95760-002-8
- Eine Prise Heimat: Das Fusions-Kochbuch Riva, 2016 ISBN 978-3-86883-606-6